# 徳島県道27号阿南那賀川線
徳島県道27号阿南那賀川線（とくしまけんどう27ごう あなんなかがわせん）は、徳島県阿南市を通る県道（主要地方道）である。

## 概要
阿南市長生町から阿南市那賀川町へ至る。
徳島県道24号羽ノ浦福井線の長生町交差点から分岐して徳島県道130号大林津乃峰線までは全体的に1〜1.5車線程度の道幅である。徳島県道130号と重複して桑野川を渡り、富岡西高校前の交差点を北へ曲がる。ここから終点までは、2車線の道路で走りやすい。那賀川を大京原橋で渡ると、そのまま北進してJR牟岐線跨線橋を跨いだ北側の交差点を東に曲がる。そのまま、国道55号のバイパスで終点となる。
なお、阿南市那賀川町大京原から別のルートに至る旧道が存在し、那賀川町の大京原から古津 - 手島 - 今津浦 - 色ケ島 - 江野島と経由して那賀川町島尻で徳島県道273号大京原今津浦和田津線の交点へ向かうルートがあったが、現在は大京原 - 古津、今津浦 - 江野島間は重複していた徳島県道273号に指定替えとなっている。

### 路線データ
- 距離：8.764 km（平成22年徳島県道路現況調書）
- 起点：阿南市長生町（徳島県道24号羽ノ浦福井線交点）
- 終点：阿南市那賀川町苅屋（国道55号交点）

## 歴史
- 1976年10月5日 - 徳島県道27号阿南那賀川線として認定。[要出典]
- 1994年4月1日 - 阿南那賀川線のうち旧徳島県道279号の区間が徳島県道24号羽ノ浦福井線として分割。現在の区間を阿南那賀川線として再認定。[要出典]
- 1993年（平成5年）5月11日 - 建設省から、県道阿南那賀川線の一部・県道大京原今津浦和田津線の一部が阿南那賀川線として主要地方道に指定される[1]。
- 2003年1月 - 現在の経路に指定区間を変更。[要出典]

## 路線状況

### 重用区間
- 徳島県道130号大林津乃峰線（阿南市宝田町 - 富岡町）
- 徳島県道128号阿南羽ノ浦線（阿南市那賀川町大京原）
- 徳島県道141号大林那賀川阿南線（阿南市那賀川町大京原 - 阿南市那賀川町今津浦）

## 地理

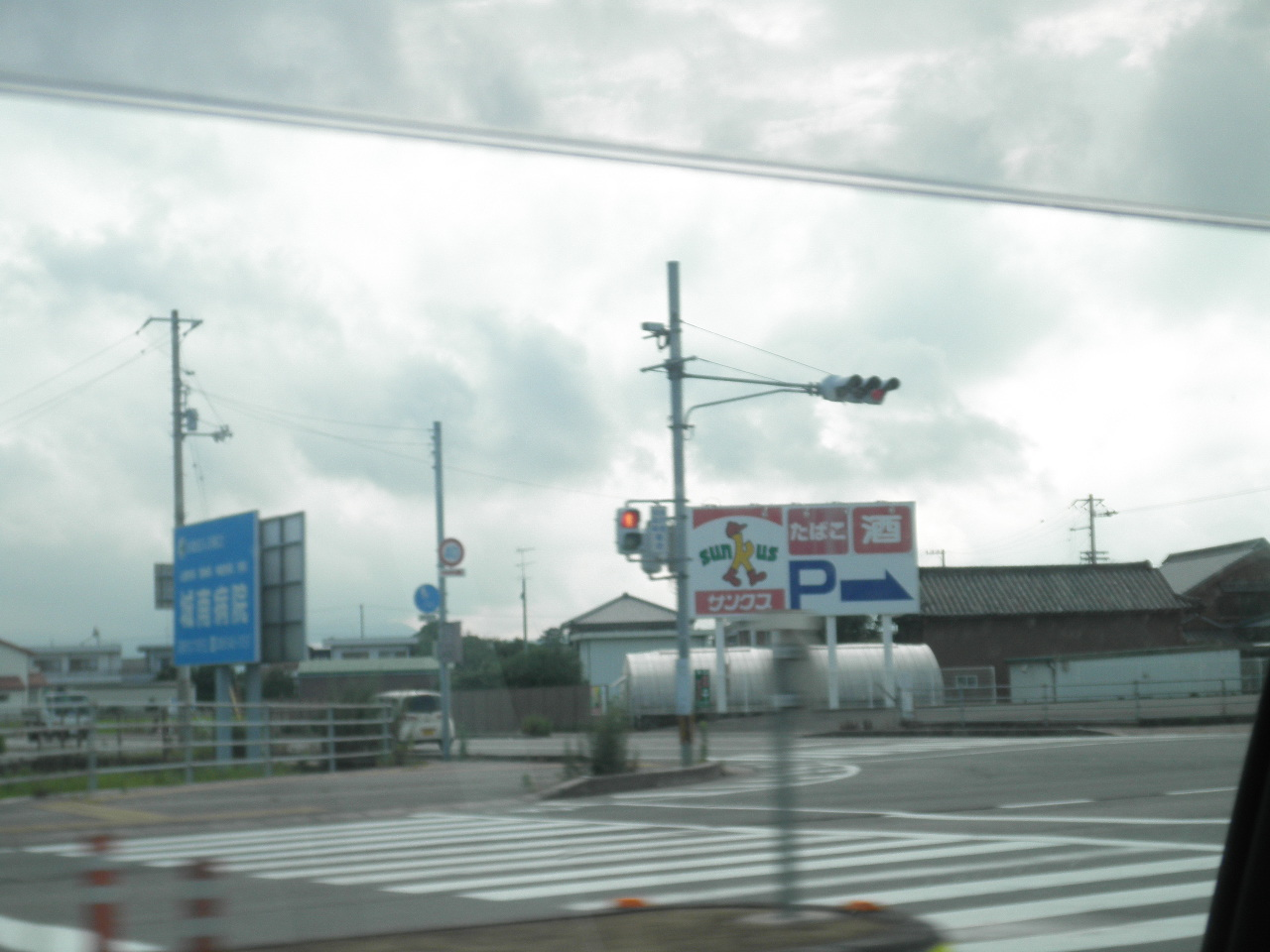
終点の場所
阿南市那賀川町工地で撮影

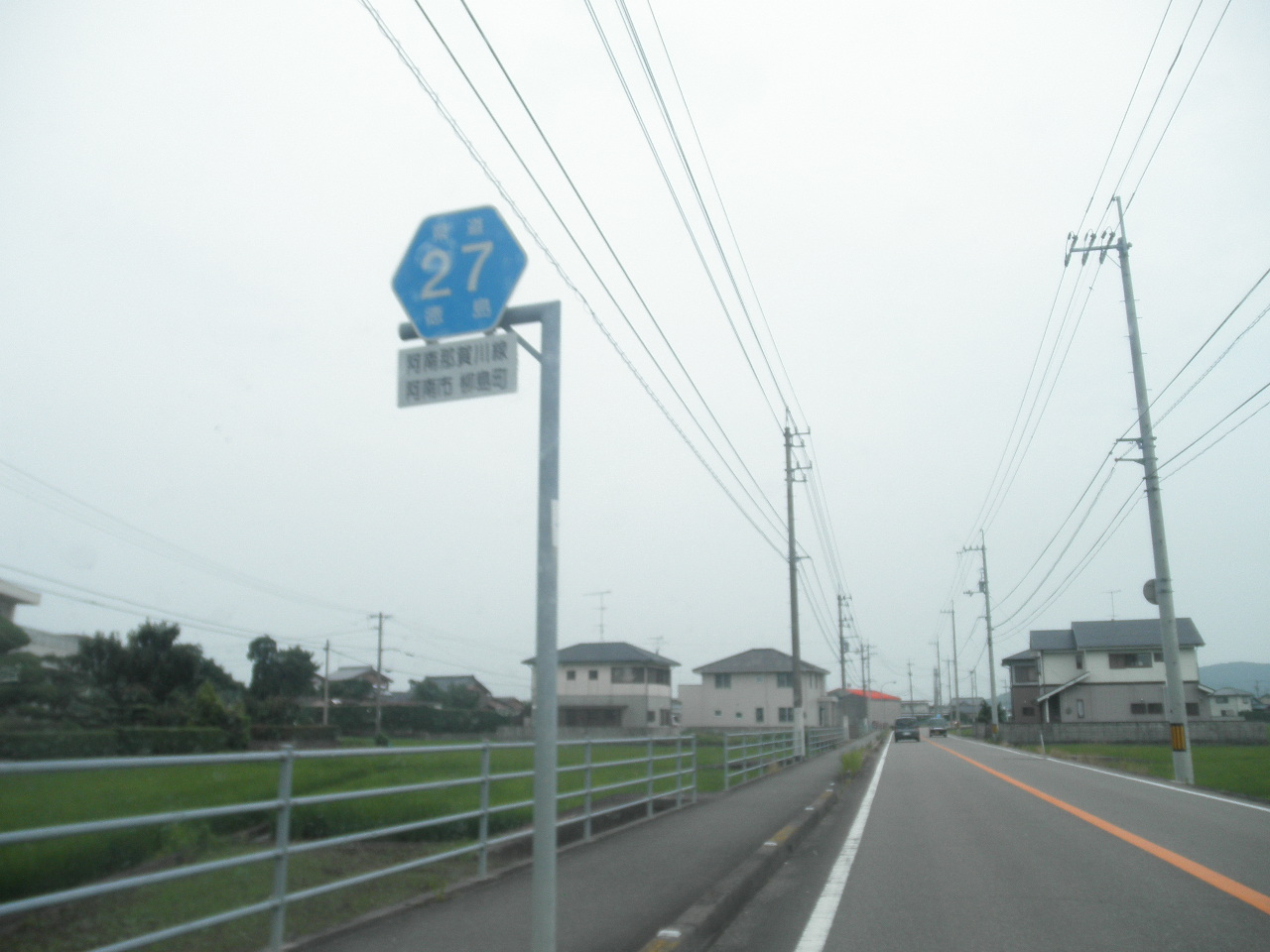
本道の標識
阿南市柳島町字高川原で撮影

### 通過する自治体
- 阿南市

### 交差する道路
- 徳島県道24号羽ノ浦福井線（阿南市長生町、起点）
- 徳島県道130号大林津乃峰線（阿南市宝田町）
- 徳島県道130号大林津乃峰線（阿南市富岡町小山）
- 徳島県道130号大林津乃峰線（那賀川町苅屋）
- 徳島県道191号富岡港南島線（阿南市那賀川町大京原）
- 徳島県道141号大林那賀川阿南線（阿南市那賀川町大京原）
- 徳島県道128号阿南羽ノ浦線（阿南市那賀川町大京原）
- 徳島県道277号中島古庄線（阿南市那賀川町大京原）
- 徳島県道141号大林那賀川阿南線（阿南市那賀川町今津浦）
- 国道55号（阿南市那賀川町色ケ島大久保、終点）

### 沿線にある施設など
- 大津田川
- 桑野川
- 宮ノ本遺跡 - 集落遺跡。県下で初めて縄文時代（2,500年前）〜弥生時代の竪穴建物跡を確認。桑野川災害対策改修中に発見。
- 桂国寺
- 立善寺
- 隆禅寺
- 富岡西高校
- 岡川
- 大京原橋
- 那賀川
- JR牟岐線西原駅
- 阿南市立歴史民俗資料館
- 阿南市那賀川図書館
- 阿南市役所那賀川支所
- 那賀川スポーツセンター
- 道の駅公方の郷なかがわ（阿南道路上）